# Collinsella intestinalis
Collinsella intestinalis es una bacteria grampositiva del género Collinsella. Fue descrita en el año 2000. Su etimología hace referencia a intestino. Es anaerobia estricta e inmóvil. Tiene un tamaño de 0,3-0,5 μm de ancho por 1,2-2,2 μm de largo. Crece formando cadenas. Forma colonias blancas o grises con márgenes enteros en agar EG. Temperatura de crecimiento óptima de 37 °C. Tiene un contenido de G+C de 64,4%. Se ha aislado de heces humanas en Japón.